# 察伊亚河畔阿斯帕恩
察伊亚河畔阿斯帕恩是奥地利下奥地利州米斯特尔巴赫县的一个市镇。总面积40.48平方公里，总人口1771人，人口密度43.8人/平方公里（2005年）。